# スティーブ・ピート
スティーブ・ピート（1974年6月17日、サウス・ヨークシャー州チャペルタウン生まれ）は、"シェフィールド・スティール"、あるいは "ピート "の愛称で親しまれるイギリスのプロダウンヒル・マウンテンバイカー。プロマウンテンバイカーとして活躍する前は、ジェームス・ラムに配管工として雇われていた。アデル・クロクソンと結婚し、ジェイクとジョージ・ピートの2人の息子がいる。
ピートのキャリアは、ロブ・ワーナーとともに サラセンチームで走り、あまり成功しなかったが、1990年代半ばにチームMBUKに移籍。
1990年代後半にはGTバイシクルズ、2002年から2005年にかけてはオレンジ・チームで活躍し、2005年にはフォート・ウィリアム・ダウンヒル・ワールドカップ・ラウンドで優勝した。その後、2006年シーズンはサンタクルズシンジケートに加入し、総合1位を獲得した。現在もSanta Cruz Syndicateでレースを続けている。
2009年5月10日、ラ・ブレスで開催されたワールドカップ第2戦のダウンヒルで、ピートは02分07秒14のタイムで優勝[1]。
わずか1週間後の2009年5月17日、ヴァルノールで開催されたUCIワールドカップ第3戦でピートは再び優勝し（同胞のジー・アサートンにわずか0.02秒差）、当時の男子ダウンヒル・マウンテンバイク・レーサーとして優勝回数で史上最多を記録した。この記録はその後、ピートの南アフリカ人チームメイト、グレッグ・ミナーに破られた。
その他、2000年、2001年、2002年、2008年のマウンテンバイク世界選手権で2位に入賞している。
2009年9月6日、キャンベラで開催された世界選手権で、ピートは2分30秒33の優勝タイムを叩き出し、サンタクルーズのチームメイトであるグレッグ・ミンナーに0.05秒差をつけて自身初優勝を飾った。彼は2002年、2004年、2006年にワールドカップチャンピオンに輝いている。また、ポルトガルの リスボンで開催されるリスボア・ダウンヒルでも8度優勝している。
プロのライダーとしてのキャリア以外にも、ピートはスポーツとの関わりを持っており、自身がオーナーを務めるロイヤル・レーシングが製造するライディングウェアのデザインと製造に貢献している。
また、自身の経験を活かして開発されたバイク用メンテナンスプロダクトブランドPeaty's（ピーティーズ）を立ち上げている。
最近、世界チャンピオンになった彼は、iPhone、iPad、iPod Touch向けに自身のゲーム「Steve Peat - Downhill Mountain Biking」をリリースした。
その功績が認められ、ピートは2016年、シェフィールド市庁舎の外にあるシェフィールドの「名声の散歩道」に加えられた。 2020年、シェフィールドを拠点とする出版社Vertebrateは、ピートの伝記を2021年10月に発売すると発表した。

## レース

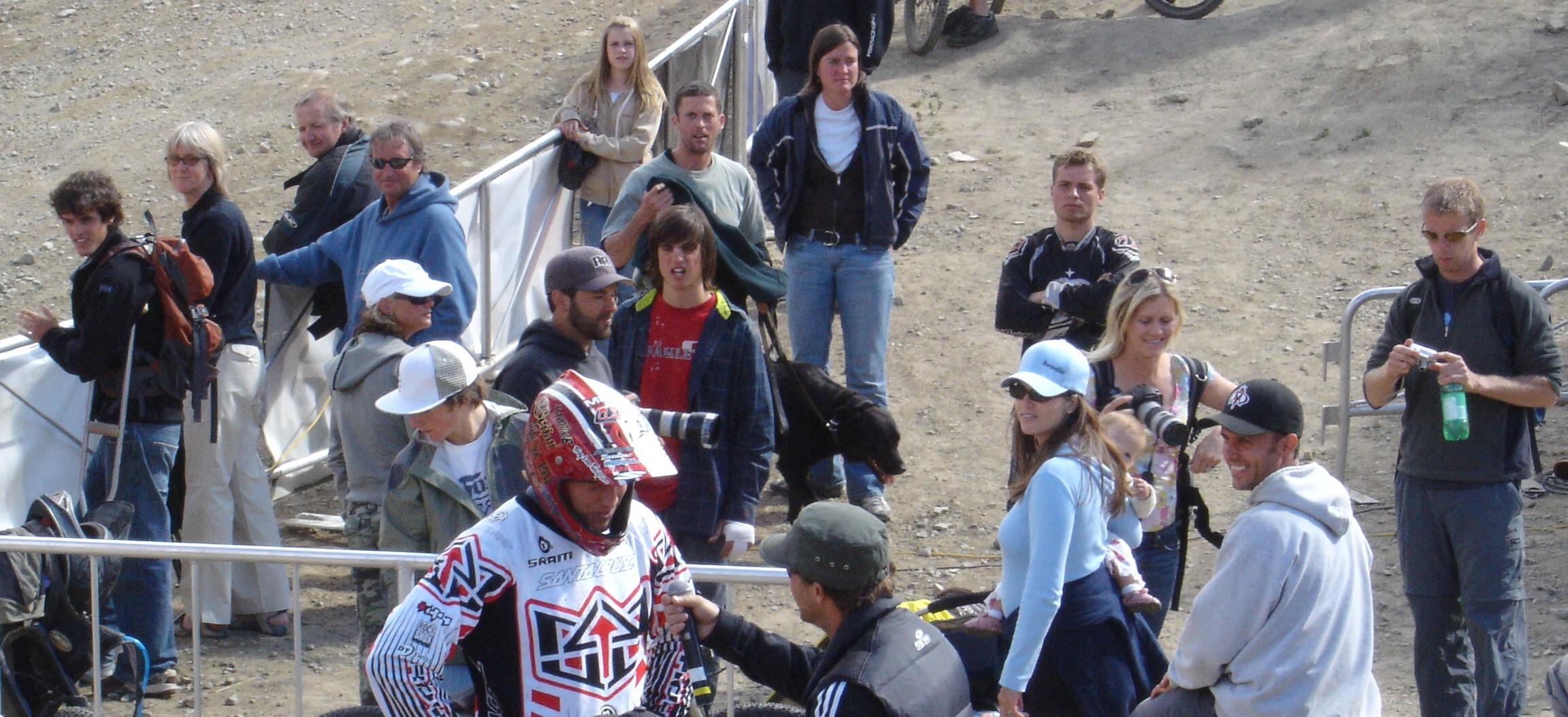
クランクワークス2006のダウンヒル後、インタビューに答えるスティーブ・ピート

1998
UCIマウンテンバイク・ワールドカップ、スノークォルミー（アメリカ）：DH1位
1999
イギリス選手権：DH9位
2000
マウンテンバイク英国選手権：DH10位
2001
UCIマウンテンバイク・ワールドカップ第1戦スロベニア・マリボル大会：DHクラス1位
UCIマウンテンバイク・ワールドカップ第2戦、フランス、ヴァース：DH1位
2002
マウンテンバイク英国選手権：DH5位
UCIマウンテンバイク・ワールドカップ（DH）：シリーズ総合1位
2003
全英マウンテンバイク選手権：DH部門1位
2004
UCIマウンテンバイク・ワールドカップ第2戦フランス、オイザン（レ・ドゥ・アルプ）大会：DHクラス1位
UCIマウンテンバイク・ワールドカップ第4戦、カナダ、モン＝サント＝アン大会：DHクラス1位
ヨーロッパマウンテンバイク選手権：DH1位（ポーランド、ワウブリッチ
UCIマウンテンバイク・ワールドカップ（DH）：シリーズ総合1位
2005
UCIマウンテンバイク・ワールドカップ第1戦スペイン、ビーゴ大会：DHクラス1位
マウンテンバイク英国選手権：DH部門1位
UCIマウンテンバイク・ワールドカップ第8戦 スコットランド、フォートウィリアム大会 ：DH部門1位
2006
ポルトガル、リスボン・ダウンタウン：1位
ドイツ、ウィリンゲン、UCIマウンテンバイク・ワールドカップ第3戦：DHクラス1位
UCIマウンテンバイク・ワールドカップ（DH）：シリーズ総合1位
2007
ポルトガル、リスボン・ダウンタウン：1位
2008
ポルトガル、リスボン・ダウンタウン：1位
イギリス国内マウンテンバイク選手権：DH部門1位
2009
フランス、ラ・ブレス、UCIマウンテンバイク・ワールドカップ第2戦：DH部門1位
UCIマウンテンバイク・ワールドカップ第3戦、アンドラ、ヴァルノール：DH1位
ポルトガル、リスボン・ダウンタウン：1位
オーストラリア、キャンベラ、UCIマウンテンバイク＆トライアル世界選手権：DHクラス1位